# Steilacoom
Steilacoom est une ville des États-Unis dans le comté de Pierce (Washington).